# کارباموئیل فسفات سنتتاز III

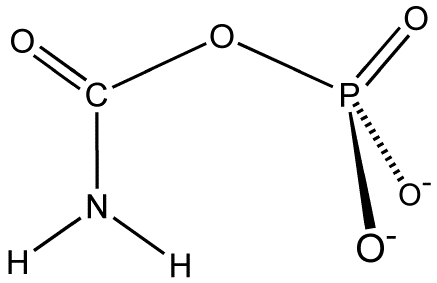
کارباموئیل فسفات

آنزیم کارباموئیل فسفات سنتتاز III فرمی از آنزیم کارباموئیل فسفات سنتتاز است که تنها در ماهی‌ها یافت می‌شود. این آنزیم در واقع در طول تاریخ تکامل، یک فرم حدواسط بین کارباموئیل فسفات سنتتاز وابسته به آمونیاک و کارباموئیل فسفات سنتتاز وابسته به گلوتامین است.